# Leinstrand Kirke
Leinstrand kirke  er en kirke, der ligger i bydelen Leinstrand i Trondheim, Norge. Kirken er en del af Leinstrand sogn i Nidaros provsti i Nidaros Stift. 
Bygningen er fremstillet i træ og stod færdig i 1673. Den har har 200 pladser.